# Moellah
Een moellah of mollah is een islamitische geestelijke die de Koran, de Hadith en de fiqh intensief heeft bestudeerd.

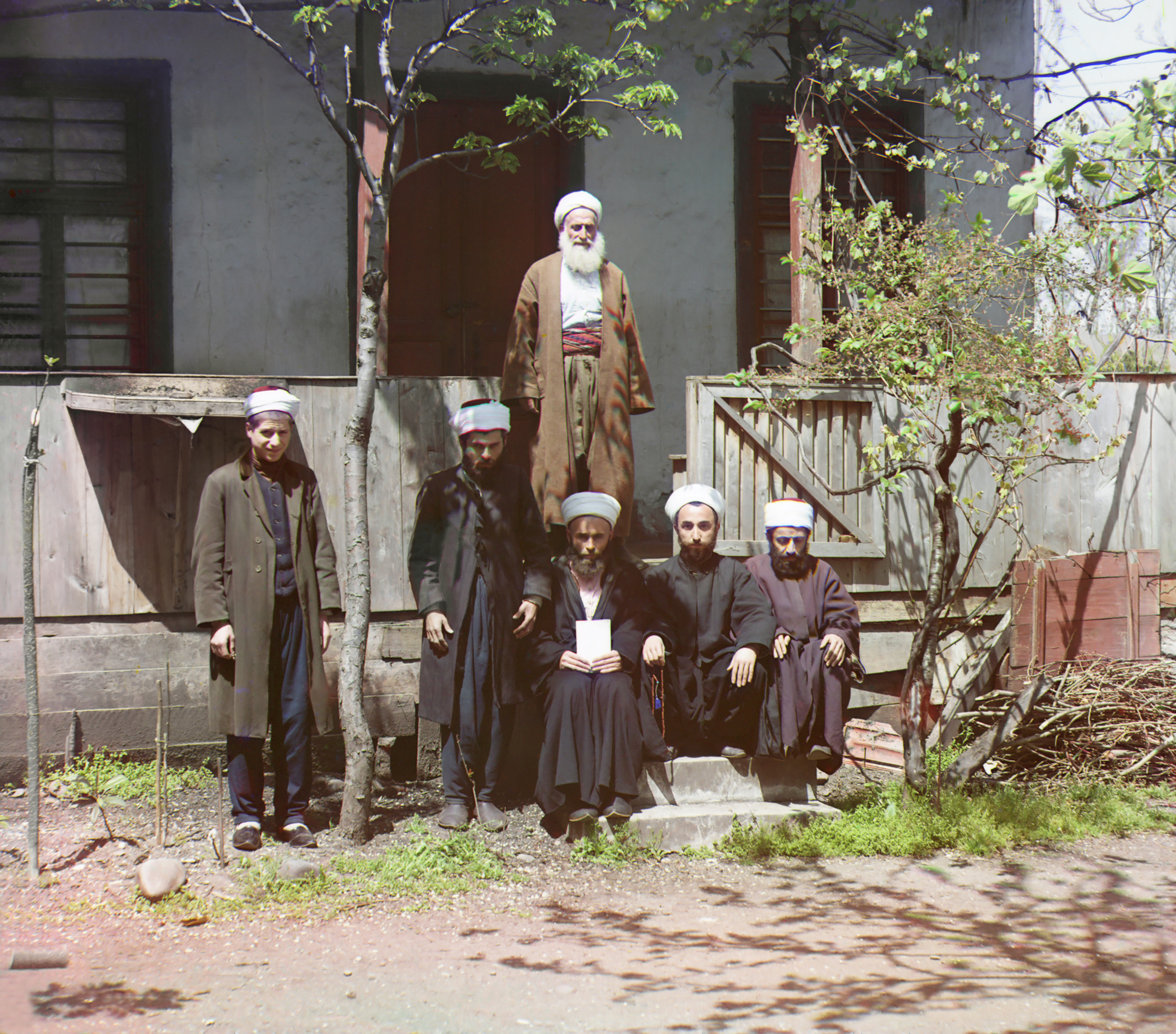
Een groep moellahs in Batoemi (c. 1910)

Moellahs worden door moslims beschouwd als experts op elk gebied dat raakt aan het islamitische geloof. Aangezien er veel kan worden geïnterpreteerd als 'rakend aan het geloof' hebben moellahs in de praktijk ook een zeer invloedrijke stem in wereldse zaken.
De moellah is vooral binnen het sjiisme een religieuze titel.